# Mother Earth (US-amerikanische Band)
Mother Earth ist eine US-amerikanische Blues-Rock-Band der späten 1960er und frühen 1970er Jahre aus Texas. Sängerin Tracy Nelson gründete die Band nach ihrem Umzug zur US-amerikanischen Westküste.
Die Band trat u. a. im Fillmore West auf und tourte mit Janis Joplin, Jimi Hendrix und Eric Burdon. 1968 erschien auf dem Soundtrack zum Film Revolution eine erste Aufnahme; Mother Earth erhielten daraufhin einen Vertrag bei Mercury Records. Dort veröffentlichten sie sieben Alben, bevor Nelson eine Solokarriere verfolgte.

## Diskografie
- 1968: Living with the Animals (#144 US Album Charts)
- 1969: Tracy Nelson Country
- 1969: Make a Joyful Noise (#95 Album US Album Charts)
- 1970: Satisfied
- 1971: Bring Me Home (#199 US Album Charts)
- 1972: Tracy Nelson/Mother Earth
- 1973: Poor Man's Paradise